# 第8回全日本アンサンブルコンテスト
第8回全日本アンサンブルコンテストは、1985年に行われた全日本アンサンブルコンテストの第8回大会である。

## 概要
1985年3月17日に宇都宮市文化会館で開催された。全日本吹奏楽連盟・朝日新聞社主催。文化庁・日本放送協会・栃木県教育委員会・宇都宮市教育委員会後援。

### 審査員
- 新井汎
- 鈴木尚雄
- 祖堅方正
- 藤井一男
- 松本熙

### 備考
本大会から、支部代表が2枠ある「中学の部」と「高校の部」において、同一校から2つのグループが支部代表に選ばれる学校が現れるようになった（以後、第28回大会頃まで）。

## 代表校・代表団体
下記表では同一校から2グループが出場した場合は、「W（ダブル）出場」と表記。

### 中学の部
| 中学の部 | 中学の部          | 中学の部                               | 中学の部          |
| 支部     | 都道府県 （地区） | 代表校                                 | 出場回数          |
| -------- | ----------------- | -------------------------------------- | ----------------- |
| 北海道   | 函館地区          | 函館市立亀田中学校吹奏楽部             | 5回目2年ぶり      |
| 北海道   | 北見地区          | 北見市立光西中学校吹奏楽部             | 2回目2年連続      |
| 東北     | 青森県            | 八戸市立第三中学校吹奏楽部             | 初出場／Ｗ出場 ア |
| 関東     | 栃木県            | 宇都宮市立雀宮中学校吹奏楽部           | 初出場            |
| 関東     | 山梨県            | 大月市立大月東中学校吹奏楽部           | 2回目2年ぶり      |
| 東京     | 東京都            | 足立区立青井中学校吹奏楽部             | 初出場            |
| 東京     | 東京都            | 練馬区立田柄中学校吹奏楽部             | 6回目2年ぶり      |
| 北陸     | 福井県            | 鯖江市鯖江中学校吹奏楽部               | 2回目2年連続      |
| 北陸     | 福井県            | 武生市立武生第三中学校吹奏楽部         | 初出場            |
| 東海     | 愛知県            | 常滑市立鬼崎中学校吹奏楽部             | 初出場            |
| 東海     | 愛知県            | 春日井市立柏原中学校吹奏楽部           | 2回目2年連続      |
| 関西     | 大阪府            | 大阪市立城陽中学校吹奏楽部             | 5回目3年連続      |
| 関西     | 兵庫県            | 加古川市立中部中学校吹奏楽部           | 4回目2年連続      |
| 中国     | 広島県            | 広島市立安西中学校吹奏楽部             | 4回目2年連続      |
| 中国     | 山口県            | 下関市立玄洋中学校吹奏楽部             | 2回目2年ぶり      |
| 四国     | 香川県            | 香川大学教育学部附属高松中学校吹奏楽部 | 5回目3年連続      |
| 四国     | 愛媛県            | 松山市立雄新中学校吹奏楽部             | 4回目2年連続      |
| 九州     | 福岡県            | 宗像市立自由ヶ丘中学校吹奏楽部         | 初出場            |
| 九州     | 沖縄県            | 浦添市立浦添中学校吹奏楽部             | 初出場            |

### 高校の部
| 高校の部 | 高校の部          | 高校の部                             | 高校の部                |
| 支部     | 都道府県 （地区） | 代表校                               | 出場回数                |
| -------- | ----------------- | ------------------------------------ | ----------------------- |
| 北海道   | 北見地区          | 北海道北見柏陽高等学校吹奏楽部       | 初出場                  |
| 北海道   | 釧路地区          | 北海道中標津高等学校吹奏楽部         | 2回目3年ぶり            |
| 東北     | 青森県            | 青森山田高等学校吹奏楽部             | 2回目2年連続            |
| 東北     | 秋田県            | 秋田県立花輪高等学校吹奏楽部         | 4回目2年ぶり            |
| 関東     | 栃木県            | 作新学院高等学校吹奏楽部             | 初出場                  |
| 関東     | 神奈川県          | 神奈川県立秦野高等学校吹奏楽部       | 初出場                  |
| 東京     | 東京都            | 京華学園高等学校吹奏楽部             | 7回目7年連続            |
| 東京     | 東京都            | 早稲田大学系属早稲田実業学校吹奏楽部 | 初出場                  |
| 北陸     | 福井県            | 福井県立敦賀高等学校吹奏楽部         | 初出場                  |
| 北陸     | 福井県            | 福井県立高志高等学校吹奏楽部         | 初出場                  |
| 東海     | 静岡県            | 静岡県立浜松工業高等学校吹奏楽部     | 初出場／Ｗ出場 イ       |
| 関西     | 大阪府            | 大阪府立淀川工業高等学校吹奏楽部     | 2回目7年ぶり／Ｗ出場 ウ |
| 中国     | 岡山県            | 就実高等学校吹奏楽部                 | 4回目4年連続            |
| 中国     | 山口県            | 山口県立防府高等学校吹奏楽部         | 初出場                  |
| 四国     | 香川県            | 香川県立観音寺第一高等学校吹奏楽部   | 2回目4年ぶり            |
| 四国     | 香川県            | 高松市立高松第一高等学校吹奏楽部     | 2回目2年連続            |
| 九州     | 福岡県            | 福岡県立筑紫丘高等学校吹奏楽部       | 初出場                  |
| 九州     | 沖縄県            | 沖縄県立那覇高等学校吹奏楽部         | 初出場                  |

### 大学の部
| 大学の部 | 大学の部          | 大学の部                             | 大学の部     |
| 支部     | 都道府県 （地区） | 代表団体                             | 出場回数     |
| -------- | ----------------- | ------------------------------------ | ------------ |
| 北海道   | 札幌地区          | 北海道教育大学札幌分校吹奏楽団       | 初出場       |
| 東北     | 山形県            | 山形大学吹奏楽団                     | 初出場       |
| 関東     | 茨城県            | 筑波大学吹奏楽団                     | 初出場       |
| 東京     | 東京都            | 亜細亜大学吹奏楽団                   | 初出場       |
| 北陸     | 石川県            | 金沢大学アカデミアブラスアンサンブル | 7回目4年連続 |
| 東海     | 静岡県            | 静岡大学吹奏楽団                     | 2回目2年連続 |
| 関西     | 大阪府            | 関西大学応援団本部吹奏楽部           | 初出場       |
| 中国     | 山口県            | 山口大学ブラスコンソート             | 2回目2年ぶり |
| 四国     | 香川県            | 香川大学吹奏楽団                     | 3回目2年連続 |
| 九州     | 福岡県            | 福岡工業大学吹奏楽団                 | 2回目3年ぶり |

### 職場の部
| 職場の部 | 職場の部          | 職場の部                     | 職場の部     |
| 支部     | 都道府県 （地区） | 代表団体                     | 出場回数     |
| -------- | ----------------- | ---------------------------- | ------------ |
| 北海道   | 札幌地区          | 高橋水産吹奏楽団             | 2回目2年ぶり |
| 東北     | 宮城県            | 仙台鉄道管理局吹奏楽団       | 2回目2年ぶり |
| 関東     | 神奈川県          | 日本電気玉川吹奏楽団         | 7回目7年連続 |
| 東京     | 東京都            | 電電東京吹奏楽団             | 2回目2年ぶり |
| 北陸     | 富山県            | 富山地方鉄道吹奏楽団         | 2回目2年連続 |
| 東海     | 三重県            | 日立金属桑名工場吹奏楽団     | 初出場       |
| 関西     | 大阪府            | 阪急百貨店吹奏楽団           | 3回目3年ぶり |
| 中国     | 広島県            | 電電中国吹奏楽団             | 3回目2年連続 |
| 九州     | 大分県            | 新日本製鉄大分製鉄所吹奏楽部 | 4回目4年連続 |

### 一般の部
| 一般の部 | 一般の部          | 一般の部                       | 一般の部     |
| 支部     | 都道府県 （地区） | 代表団体                       | 出場回数     |
| -------- | ----------------- | ------------------------------ | ------------ |
| 北海道   | 札幌地区          | サッポロ・シンフォニックバンド | 初出場       |
| 東北     | 秋田県            | NG吹奏楽団                     | 初出場       |
| 関東     | 山梨県            | 甲府南西ユース吹奏楽団         | 初出場       |
| 東京     | 東京都            | 乗泉寺吹奏楽団                 | 8回目8年連続 |
| 北陸     | 富山県            | 富山ウインドアンサンブル       | 6回目5年連続 |
| 東海     | 愛知県            | 西尾市民吹奏楽団               | 初出場       |
| 関西     | 兵庫県            | 神戸高校OB吹奏楽団             | 2回目2年連続 |
| 中国     | 山口県            | 彦島中学校吹奏楽部OB吹奏楽団   | 初出場       |
| 四国     | 高知県            | 鏡野吹奏楽団                   | 2回目2年ぶり |
| 九州     | 佐賀県            | 佐賀市民吹奏楽団               | 初出場       |

## 結果

### 中学の部
| 中学の部 | 中学の部          | 中学の部                               | 中学の部             | 中学の部                                                            | 中学の部 | 中学の部   |
| No.      | 代表支部          | 団体名                                 | 編成                 | 演奏曲（作曲者／編曲者）                                            | 賞       | 補足       |
| -------- | ----------------- | -------------------------------------- | -------------------- | ------------------------------------------------------------------- | -------- | ---------- |
| 1        | 関西／ 兵庫県     | 加古川市立中部中学校吹奏楽部           | クラリネット八重奏   | 序奏とロンド （G.ジェイコブ）                                       | 金       |            |
| 2        | 中国／ 広島県     | 広島市立安西中学校吹奏楽部             | 打楽器八重奏         | 打楽器アンサンブルのための序曲 （J.ベック）                         | 銀       |            |
| 3        | 東海／ 愛知県     | 常滑市立鬼崎中学校吹奏楽部             | サクソフォーン四重奏 | メヌエット （G.ボルゾーニ／M.ミュール）                             | 金       |            |
| 4        | 九州／ 福岡県     | 宗像市立自由ヶ丘中学校吹奏楽部         | サクソフォーン六重奏 | 「セレナード 作品44」より第1楽章 （A.ドボルザーク／C.ジョンソン）   | 銀       |            |
| 5        | 北陸／ 福井県     | 鯖江市鯖江中学校吹奏楽部               | クラリネット四重奏   | 「ディベルティメント」より第3楽章 （A.ウール）                      | 銅       |            |
| 6        | 東海／ 愛知県     | 春日井市立柏原中学校吹奏楽部           | 金管八重奏           | 第七旋法によるカンツォン第2番 （G.ガブリエーリ）                    | 金       |            |
| 7        | 四国／ 愛媛県     | 松山市立雄新中学校吹奏楽部             | 木管五重奏           | 「ディベルティメント 変ロ長調」より第1・4楽章 （J.ハイドン）        | 銀       |            |
| 8        | 関東／ 栃木県     | 宇都宮市立雀宮中学校吹奏楽部           | 金管五重奏           | 「三つの小品」より （J.ペッツェル）                                 | 銅       |            |
| 9        | 九州／ 沖縄県     | 浦添市立浦添中学校吹奏楽部             | クラリネット四重奏   | 「ディベルティメント」より第3楽章 （A.ウール）                      | 銀       |            |
| 10       | 北海道／ 函館地区 | 函館市立亀田中学校吹奏楽部             | クラリネット八重奏   | エレジーと踊り （L.カレル）                                         | 銅       |            |
| 11       | 東京／ 中学       | 足立区立青井中学校吹奏楽部             | サクソフォーン四重奏 | 「四重奏曲」より第4楽章 （C.パスカル）                              | 銀       |            |
| 12       | 中国／ 山口県     | 下関市立玄洋中学校吹奏楽部             | サクソフォーン四重奏 | グラーヴェとプレスト （J.リヴィエ）                                 | 銅       |            |
| 13       | 関東／ 山梨県     | 大月市立大月東中学校吹奏楽部           | 木管五重奏           | 五重奏曲 変ロ長調 作品56の1 （F.ダンツィ）                          | 銀       |            |
| 14       | 東北／ 青森県     | 八戸市立第三中学校吹奏楽部             | クラリネット五重奏   | 「プレリュードとダンス」よりダンス （M.カルレ）                     | 銅       | W出場 ア-1 |
| 15       | 東京／ 中学       | 練馬区立田柄中学校吹奏楽部             | 金管五重奏           | 「戦いの組曲」よりカンツォン・ベルガマスク （S.シャイト）           | 銅       |            |
| 16       | 東北／ 青森県     | 八戸市立第三中学校吹奏楽部             | サクソフォーン四重奏 | 異教徒の踊り （P.ショルティーノ）                                   | 金       | W出場 ア-2 |
| 17       | 四国／ 香川県     | 香川大学教育学部附属高松中学校吹奏楽部 | 打楽器五重奏         | 「大地の鼓動」より自由への戦い （猪俣猛）                           | 銅       |            |
| 18       | 関西／ 大阪府     | 大阪市立城陽中学校吹奏楽部             | 金管八重奏           | ピアノとフォルテのソナタ （G.ガブリエーリ／フィリップ・ジョーンズ） | 金       |            |
| 19       | 北海道／ 北見地区 | 北見市立光西中学校吹奏楽部             | サクソフォーン四重奏 | セヴィリア （I.アルベニス／M.ミュール）                             | 金       |            |
| 20       | 北陸／ 福井県     | 武生市立武生第三中学校吹奏楽部         | サクソフォーン四重奏 | 異教徒の踊り （P.ショルティーノ）                                   | 金       |            |

### 高校の部
| 高校の部 | 高校の部          | 高校の部                             | 高校の部             | 高校の部                                                                  | 高校の部 | 高校の部   |
| No.      | 代表支部          | 団体名                               | 編成                 | 演奏曲（作曲者／編曲者）                                                  | 賞       | 補足       |
| -------- | ----------------- | ------------------------------------ | -------------------- | ------------------------------------------------------------------------- | -------- | ---------- |
| 1        | 九州／ 福岡県     | 福岡県立筑紫丘高等学校吹奏楽部       | クラリネット四重奏   | 四重奏曲 （P.デュボア）                                                   | 銅       |            |
| 2        | 北海道／ 釧路地区 | 北海道中標津高等学校吹奏楽部         | 金管八重奏           | 「スザート組曲」よりモリスダンス、バスダンス （T.スザート／J.アイヴソン） | 銀       |            |
| 3        | 四国／ 香川県     | 香川県立観音寺第一高等学校吹奏楽部   | 打楽器四重奏         | ランダム・フォー・パーカッション （E.ジャグラー）                         | 金       |            |
| 4        | 北海道／ 北見地区 | 北海道北見柏陽高等学校吹奏楽部       | サクソフォーン四重奏 | グラーヴェとプレスト （J.リヴィエ）                                       | 銅       |            |
| 5        | 北陸／ 福井県     | 福井県立敦賀高等学校吹奏楽部         | サクソフォーン四重奏 | 「四重奏曲」より第1・4楽章 （P.デュボア）                                 | 銀       |            |
| 6        | 東海／ 静岡県     | 静岡県立浜松工業高等学校吹奏楽部     | サクソフォーン四重奏 | アンダンテとスケルツェット （P.ランティエ）                               | 銀       | W出場 イ-1 |
| 7        | 関西／ 大阪府     | 大阪府立淀川工業高等学校吹奏楽部     | クラリネット四重奏   | 「ディベルティメント」より第3楽章 （A.ウール）                            | 銅       | W出場 ウ-1 |
| 8        | 東海／ 静岡県     | 静岡県立浜松工業高等学校吹奏楽部     | 金管八重奏           | クラーケン （C.ヘーゼル）                                                 | 銅       | W出場 イ-2 |
| 9        | 東京／ 高校       | 京華学園高等学校吹奏楽部             | サクソフォーン四重奏 | 「四重奏曲」より第1楽章 （C.パスカル）                                    | 銀       |            |
| 10       | 関西／ 大阪府     | 大阪府立淀川工業高等学校吹奏楽部     | 金管八重奏           | 第七旋法によるカンツォン第2番 （G.ガブリエーリ）                          | 銀       | W出場 ウ-2 |
| 11       | 東京／ 高校       | 早稲田大学系属早稲田実業学校吹奏楽部 | クラリネット四重奏   | 「弦楽四重奏曲第7番 k.160」よりアレグロ、プレスト （W.A.モーツァルト）    | 銅       |            |
| 12       | 中国／ 山口県     | 山口県立防府高等学校吹奏楽部         | 木管三重奏           | 二本のオーボエとファゴットのためのソナタ・ヘ長調 （J.ファッシュ）         | 銀       |            |
| 13       | 東北／ 青森県     | 青森山田高等学校吹奏楽部             | 金管八重奏           | 第一旋法による八声のカンツォン （G.ガブリエーリ／R.ブロック）             | 銀       |            |
| 14       | 北陸／ 福井県     | 福井県立高志高等学校吹奏楽部         | 打楽器六重奏         | 破調 （吉村輝美）                                                         | 金       |            |
| 15       | 東北／ 秋田県     | 秋田県立花輪高等学校吹奏楽部         | 管楽八重奏           | 「小泉八雲の怪談によるバラード」より無間鐘 （P.ノルドグレン／小林久仁郎） | 金       |            |
| 16       | 四国／ 香川県     | 高松市立高松第一高等学校吹奏楽部     | 金管五重奏           | 「空想・おもちゃ・夢」より （G.ファーナビー／E.ハワース）                 | 銅       |            |
| 17       | 中国／ 岡山県     | 就実高等学校吹奏楽部                 | フルート四重奏       | 「夏山の一日」より森の歌、ロンド （E.ボザ）                               | 金       |            |
| 18       | 関東／ 栃木県     | 作新学院高等学校吹奏楽部             | 金管五重奏           | 「ルネサンス舞曲集」よりバスダンス （T.スザート／J.アイヴソン）           | 銅       |            |
| 19       | 九州／ 沖縄県     | 沖縄県立那覇高等学校吹奏楽部         | サクソフォーン四重奏 | 「グラーヴェとプレスト」よりプレスト （J.リヴィエ）                       | 金       |            |
| 20       | 関東／ 神奈川県   | 神奈川県立秦野高等学校吹奏楽部       | クラリネット四重奏   | バガテル （C.グランドマン）                                               | 銀       |            |

### 大学の部
| 大学の部 | 大学の部          | 大学の部                             | 大学の部             | 大学の部                                                              | 大学の部 | 大学の部 |
| No.      | 代表支部          | 団体名                               | 編成                 | 演奏曲（作曲者／編曲者）                                              | 賞       | 補足     |
| -------- | ----------------- | ------------------------------------ | -------------------- | --------------------------------------------------------------------- | -------- | -------- |
| 1        | 東北／ 山形県     | 山形大学吹奏楽団                     | サクソフォーン四重奏 | グラーヴェとプレスト （J.リヴィエ）                                   | 銅       |          |
| 2        | 北陸／ 石川県     | 金沢大学アカデミアブラスアンサンブル | 金管七重奏           | 「組曲」より第3・4楽章 （S.ドッヂソン）                               | 金       |          |
| 3        | 中国／ 山口県     | 山口大学ブラスコンソート             | 金管五重奏           | 「五重奏曲」より第1楽章 （M.アーノルド）                              | 金       |          |
| 4        | 東海／ 静岡県     | 静岡大学吹奏楽団                     | 金管八重奏           | ピアノとフォルテのソナタ （G.ガブリエーリ）                           | 銀       |          |
| 5        | 北海道／ 札幌地区 | 北海道教育大学札幌分校吹奏楽団       | 金管六重奏           | モダン・ムーズ （N.ディーツ／米田浩哉）                               | 金       |          |
| 6        | 東京／ 大学       | 亜細亜大学吹奏楽団                   | 金管八重奏           | 「ハーリ・ヤーノシュ」より （Z.コダーイ／寺嶋康朗）                   | 銀       |          |
| 7        | 四国／ 香川県     | 香川大学吹奏楽団                     | サクソフォーン四重奏 | アンダンテとスケルツォ （E.ボザ）                                     | 銀       |          |
| 8        | 九州／ 福岡県     | 福岡工業大学吹奏楽団                 | クラリネット七重奏   | 序奏とロンド （G.ジェイコブ）                                         | 銅       |          |
| 9        | 関東／ 茨城県     | 筑波大学吹奏楽団                     | 金管五重奏           | 二本のトランペットと三本のトロンボーンのためのソナタ （D.シュペール） | 銀       |          |
| 10       | 関西／ 大阪府     | 関西大学応援団本部吹奏楽部           | クラリネット七重奏   | 序奏とロンド （G.ジェイコブ）                                         | 銅       |          |

### 職場の部
| 職場の部 | 職場の部          | 職場の部                     | 職場の部             | 職場の部                                                             | 職場の部 | 職場の部 |
| No.      | 代表支部          | 団体名                       | 編成                 | 演奏曲（作曲者／編曲者）                                             | 賞       | 補足     |
| -------- | ----------------- | ---------------------------- | -------------------- | -------------------------------------------------------------------- | -------- | -------- |
| 1        | 関西／ 大阪府     | 阪急百貨店吹奏楽団           | 金管六重奏           | 組曲 （L.オストランスキー）                                          | 金       |          |
| 2        | 北海道／ 札幌地区 | 高橋水産吹奏楽団             | 金管八重奏           | 第八旋法によるソナタ （G.ガブリエーリ／渡辺明）                      | 銅       |          |
| 3        | 九州／ 大分県     | 新日本製鉄大分製鉄所吹奏楽部 | 金管五重奏           | コラール“来ませ聖霊よ” （J.シャイン／B.フィッツジェラルド）          | 銅       |          |
| 4        | 関東／ 神奈川県   | 日本電気玉川吹奏楽団         | クラリネット四重奏   | ソナタ・ト短調 （T.アルビノーニ／J.ティルド）                        | 金       |          |
| 5        | 中国／ 広島県     | 電電中国吹奏楽団             | 金管五重奏           | 「ソナタ」より （W.デーヴィス）                                      | 金       |          |
| 6        | 東北／ 宮城県     | 仙台鉄道管理局吹奏楽団       | トロンボーン四重奏   | オール・スルー・ザ・ナイト （H.ネウエル）                            | 銅       |          |
| 7        | 東海／ 三重県     | 日立金属桑名工場吹奏楽団     | サクソフォーン四重奏 | 異教徒の踊り （P.ショルティーノ）                                    | 銀       |          |
| 8        | 東京／ 職場       | 電電東京吹奏楽団             | 金管八重奏           | 「小組曲」よりバレエ （C.ドビュッシー／兼田敏）                      | 銀       |          |
| 9        | 北陸／ 富山県     | 富山地方鉄道吹奏楽団         | トロンボーン四重奏   | 「四本のトロンボーンのための組曲」より第1・2・5楽章 （G.ジェイコブ） | 銅       |          |

### 一般の部
| 一般の部 | 一般の部          | 一般の部                       | 一般の部             | 一般の部                                                                       | 一般の部 | 一般の部 |
| No.      | 代表支部          | 団体名                         | 編成                 | 演奏曲（作曲者／編曲者）                                                       | 賞       | 補足     |
| -------- | ----------------- | ------------------------------ | -------------------- | ------------------------------------------------------------------------------ | -------- | -------- |
| 1        | 関西／ 兵庫県     | 神戸高校OB吹奏楽団             | 木管八重奏           | 管楽八重奏のためのパルティータ第3番 変ホ長調 （J.ドゥルジェツキー／井上雅勝 編 | 銅       |          |
| 2        | 東北／ 秋田県     | N・G吹奏楽団                   | 木管八重奏           | 「セレナード第12番 ハ短調 k.388」より第1楽章アレグロ （W.A.モーツァルト）      | 銅       |          |
| 3        | 中国／ 山口県     | 彦島中学校吹奏楽部OB吹奏楽団   | バリ・テューバ四重奏 | ダンス （J.スティーブンス）                                                    | 金       |          |
| 4        | 九州／ 佐賀県     | 佐賀市民吹奏楽団               | ホルン三重奏         | 「六つのトリオ」より第6曲 （A.ライヒャ）                                       | 銅       |          |
| 5        | 北陸／ 富山県     | 富山ウインドアンサンブル       | 金管五重奏           | 「五重奏曲第1番」より第3楽章 （V.エワルド）                                    | 銀       |          |
| 6        | 北海道／ 札幌地区 | サッポロ・シンフォニックバンド | 金管八重奏           | あと一匹の猫“クラーケン” （C.ヘーゼル）                                        | 銀       |          |
| 7        | 東海／ 愛知県     | 西尾市民吹奏楽団               | 金管八重奏           | 「ルネサンス舞曲集」よりモリスダンス、バスダンス （T.スザート／岩崎義高）      | 金       |          |
| 8        | 東京／ 一般       | 乗泉寺吹奏楽団                 | クラリネット四重奏   | 「ディベルティメント」より第1楽章 （A.ウール）                                 | 銀       |          |
| 9        | 関東／ 山梨県     | 甲府南西ユース吹奏楽団         | サクソフォーン四重奏 | サクソフォーン・シンフォネット （D.ベネット）                                  | 金       |          |
| 10       | 四国／ 高知県     | 鏡野吹奏楽団                   | クラリネット三重奏   | 三重奏曲 （G.クンマー）                                                        | 金       |          |